# Циклосерин
Циклосери́н — природний антибіотик широкого спектра дії, який застосовується переважно в лікуванні захворювань, викликаних мікобактеріями. Вироблення препарату передбачає використання продуктів життєдіяльності Streptomyces orchidaceus та інших актиноміцетів (Streptomyces sgaryphalus, Streptomyces lavendulae, Streptomyces nagasakiensis), препарат також отримують синтетичним шляхом з етилового етеру акрилової кислоти. Циклосерин одночасно був отриманих двома групами фахівців, причому співробітники компанії «Merck» отримали природний циклосерин із продуктів життєдіяльності актиноміцетів роду Streptomyces, а інша команда науковців компанії розробила механізм синтезу препарату. Співробітники компанії «Eli Lilly» натомість отримали напівсинтетичний циклосерин при проведенні гідролізу серину і гідроксиламіну.

## Фармакологічні властивості
Циклосерин — природний антибіотик широкого спектра дії. Препарат має бактерицидну дію, що зумовлена порушенням синтезу клітинної стінки бактерій шляхом блокування двох ферментів — L-аланінрацемази та D-аланін-D-синтетази. До препарату чутливі грампозитивні та грамнегативні бактерії, спірохети, рикетсії, але найбільше клінічне значення циклосерин має як препарат, що діє на туберкульозну паличку та атипові мікобактерії.

### Фармакокінетика
Циклосерин при прийомі всередину швидко всмоктується, біодоступність препарату становить 70-90 %. Максимальна концентрація в крові досягається протягом 1 години. Високі концентрації антибіотику створюються в мокроті, плевральній та асцитичній рідинах, жовчі, легенях, лімфоїдній тканині. Препарат добре проникає через гематоенцефалічний бар'єр. Циклосерин проникає через плацентарний бар'єр та виділяється в грудне молоко. Препарат частково (35 %) метаболізується в печінці. Виводиться циклосерин переважно з сечею в незміненому вигляді. Період напіввиведення препарату становить 8-12 годин, при нирковій недостатності цей час може збільшуватись.

## Показання до застосування
Циклосерин застосовують при активному легеневому та позалегеневому туберкульозі в складі комбінованої терапії, атипових мікобактеріозах, а також при гострих інфекціях сечовидільних шляхів за відсутності ефекту від інших антибіотиків.

## Побічна дія
При застосуванні циклосерину можливі наступні побічні ефекти:
- Алергічні реакції — рідко висипання на шкірі, свербіж шкіри, гарячка, анафілактичні реакції.
- З боку травної системи — нечасто спостерігаються нудота, блювання, сухість у роті, біль у животі, гепатит.
- З боку нервової системи — часто спостерігаються головний біль, запаморочення, порушення сну, дезорієнтація, психоз, судоми, шум у вухах, дизартрія, атаксія, периферичні неврити, кома, втрата свідомості. Побічні ефекти з боку нервової системи складають 75 % усіх побічних ефектів циклосерину та можуть спостерігатися у 30 % випадків при його застосуванні.
- З боку опорно-рухового апарату — рідко артралгії, міалгії.
- З боку серцево-судинної системи — раптовий розвиток серцевої недостатності при прийомі високих доз препарату (1-1,5 г. на добу).
- Зміни в лабораторних аналізах — можуть спостерігатись лейкоцитоз, підвищення ШОЕ, мегалобластна анемія, підвищення активності амінотрансфераз, гіпоглікемія.

## Протипоказання
Циклосерин протипоказаний при підвищеній чутливості до препарату, органічних захворюваннях ЦНС, епілепсії, депресії, порушеннях психіки, схильності до судом, алкоголізмі, тяжкій нирковій недостатності, серцевій недостатності. З обережністю застосовують циклосерин при вагітності, а також при порфірії. Під час лікування циклосерином рекомендується припинити годування грудьми. Циклосерин рекомендовано застосовувати амбулаторно лише після того, як хворі застосовували препарат у стаціонарних умовах для запобігання важких побічних ефектів.

## Форми випуску
Циклосерин випускається у вигляді таблеток та желатинових капсул по 0,25 г.